# Maggie Davies
Maggie Davies (* 2. Oktober 1984 in Liverpool) ist eine britische Skeletonpilotin.
Maggie Davies aus Cardiff betreibt seit 2004 Skeleton. Die Studentin wird von Markus Kottman, zuvor von Michael Grünberger, Mark Wood und Danny Holdcroft, trainiert. Davies gab ihr internationales Debüt bei einem Rennen im Rahmen des America’s Cup im November 2006 in Calgary. Bei sechs Rennen des Wettbewerbs innerhalb der nächsten zwei Monate konnte sie immer Platzierungen zwischen Rang sechs und zwei erreichen. In der Gesamtwertung wurde sie hinter Anne O’Shea und Jessica Palmer Dritte. Im Januar 2007 fuhr sie zunächst in Winterberg ein Rennen im Skeleton-Europacup (11.) und bestritt im nächsten Monat an selber Stelle ihr erstes Rennen im Skeleton-Weltcup (23.). Die Skeleton-Europameisterschaft 2007 in Königssee beendete sie auf dem 13. Rang. Ihr bislang bestes Ergebnis im Weltcup erreichte Davies in der folgenden Saison als 14. in Lake Placid.